# Liste des îles du Chili
Ceci est une liste des îles du Chili par ordre alphabétique.

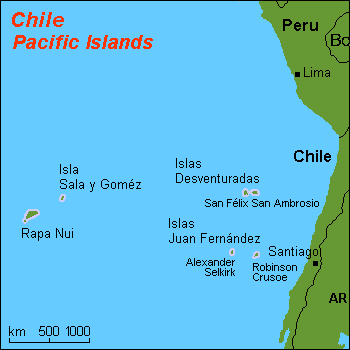
Carte des îles chiliennes pélagiques ; les autres îles sont côtières.

- Haut – A
- B
- C
- D
- E
- F
- G
- H
- I
- J
- K
- L
- M
- N
- O
- P
- Q
- R
- S
- T
- U
- V
- W
- X
- Y
- Z

## A
- Île Agnes
- Île Aldea
- Île Alejandro Selkirk
- Îles Alikhoolip
- Île Angamos
- Île Aracena

## B
- Île Barros
- Île Bartolomé
- Îles Beauclerk
- Île Benjamin
- Île Bertrand

## C
- Île Campana
- Île Canning
- Île Caracciolo
- Île Carlos
- Île Carlos III
- Île Carolina
- Île Carrington
- Île Chañaral
- Île Chatham
- Île de Chiloé
- Archipel des Chonos
- Île Clarence
- Île Contreras
- Île Cook
- Île Covadonga
- Îles Cueri
- Île Cuptana

### D
- Île Darwin
- Île Dawson
- Île Deceit
- Îles Desventuradas
- Île Diego
- Île Diego de Almagro
- Îles Diego Ramirez
- Île du Duc-d'York

## E
- Île Emiliano Figueroa
- Île Escarpada
- Île Esmeralda
- Île Evans
- Îles Evout

## F
- Île Farrel
- Île Figueroa
- Île Freycinet
- Île Furia

## G
- Îles Gilbert
- Île Gonzalo
- Île Gordon
- Îles Grafton
- Île Grevy
- Île Guafo
- Île Guarello
- Archipel de las Guaitecas

## H
- Île Hanovre
- Îles L'Hermite
- Île Herschel
- Île Horn
- Île Hoste

## I
- Îles Ildefonso
- Île Inocentes

## J
- Île Jorge Montt
- Archipel Juan Fernández
- Île Juan Guillermos
- Île Juan Stuven
- Île Jungfrauen

## K
- Île Kempe

## L
- Île Larga
- Île Latorre
- île Lemuy
- Île Lennox
- Île London
- Île Londonderry

## M
- Île Magdalena (détroit de Magellan)
- Île Magdalena (région Aisén)
- Îles Magill
- Île Maldonado (Tortel)
- Île Maldonado (Natales)
- Île Manuel Rodriguez
- Île Melchor
- Île Merino Jarpa
- Île Millar
- Île Mornington
- Île Mocha

## N
- Île Navarino
- Île Noir
- Île Nueva

## O
- Île O'Brien
- Île Olga

## P
- Île Pacheco
- Île de Pâques
- Île Patricio Lynch
- Île Pedro Montt
- Île Piazzi
- Île Picton
- Île Prat
- Île Presidente Gabriel Gonzalez Videla

## Q
- Île Quinchao
- Île Quiriquina

## R
- Île Recalada
- Archipel Reina Adelaida
- Îles Rennell
- Îles Rice Trevor
- Île Riesco
- Île Robinson Crusoe

## S
- Île Sala y Gómez
- Île San Ambrosio
- Île San Félix
- île Santa Clara
- Île Santa Inés
- Île Saumarez
- Île Stewart

## T
- Île Taggart
- Île Taraba
- Île Tarlton
- Terre de Feu
- Grande île de la Terre de Feu
- Île Tomas
- Île Traiguen

## V
- Île Vidal Gormaz

## W
- Île Waterman
- Îles Week
- Île Wellington
- Île Wickham
- Îles Wollaston

## Y
- Île Yerbas Buenas

- Haut – A
- B
- C
- D
- E
- F
- G
- H
- I
- J
- K
- L
- M
- N
- O
- P
- Q
- R
- S
- T
- U
- V
- W
- X
- Y
- Z